# Paradas (kommunhuvudort)
Paradas är en kommunhuvudort i Spanien.   Den ligger i provinsen Provincia de Sevilla och regionen Andalusien, i den södra delen av landet, 400 km söder om huvudstaden Madrid. Paradas ligger 120 meter över havet och antalet invånare är 7 084.
Terrängen runt Paradas är platt. Runt Paradas är det ganska tätbefolkat, med 65 invånare per kvadratkilometer. Närmaste större samhälle är Morón de la Frontera, 19,2 km söder om Paradas. Trakten runt Paradas består till största delen av jordbruksmark.